# Zitouni Ould Salah
Pour les articles homonymes, voir Salah.
Zitouni Ouled Salah (né le 23 septembre 1953 à Aïn Arnat, Algérie) est un haut fonctionnaire algérien. Il est wali de Mascara entre 2010 et 2015 et wali de Béjaïa du 22 juillet 2015 au 15 décembre 2016. Il est, depuis le 22 mars 2022, directeur général des résidences officielles et des transports à la présidence de la République algérienne.

## Biographie

### Études
Après les études primaires à l'école mixte d'Ain-Arnat, entre 1961 et 1968, il rejoint le lycée Mohamed Kérouani, ex Albertini, de Sétif. Il obtient le baccalauréat option lettre en 1974. Il s'inscrit à la faculté de droit de Constantine où il obtient une licence en terminant major de sa promotion. Pour des raisons familiales, étant issu d'une famille d’agriculteurs modestes, il quitte l'université pour entamer une carrière au sein de l'administration.

### Carrière professionnelle et politique
| N° | Fonction                                                                                        | Début              | Fin                |
| -- | ----------------------------------------------------------------------------------------------- | ------------------ | ------------------ |
| 01 | Directeur de l'Urbanisme, de la Construction et de l'Habitat (DUCH) de la Wilaya de Biskra      |                    |                    |
| 02 | Inspecteur Général de la Wilaya de Ghardaïa                                                     |                    | 1er septembre 1987 |
| 03 | Chef de la Daïra de Reggane                                                                     | 1er septembre 1987 |                    |
| 04 | Chef de la Daïra d'Aïn Bessem                                                                   |                    |                    |
| 05 | Chef de la Daïra de Batna                                                                       |                    |                    |
| 06 | Secrétaire Général de la Wilaya de Aïn Témouchent                                               | 28 août 2000       | 17 août 2004       |
| 07 | Wali délégué de la wilaya déléguée de Chéraga                                                   | 17 août 2004       | 11 août 2005       |
| 08 | Wali délégué de la wilaya déléguée de Bir Mourad Raïs                                           | 11 août 2005       | 1er juillet 2009   |
| 09 | Secrétaire Général de la Wilaya d'Alger                                                         | 1er juillet 2009   | 30 septembre 2010  |
| 10 | Wali de Mascara                                                                                 | 30 septembre 2010  | 22 juillet 2015    |
| 11 | Wali de Béjaïa                                                                                  | 22 juillet 2015    | 15 décembre 2016   |
| 12 | Directeur général des résidences officielles et des transports à la Présidence de la République | mars 2022          |                    |